# Catacumba de Marcelino e Pedro
Catacumba de Marcelino e Pedro é uma antiga catacumba romana situada na terceira milha da antiga Via Labicana, atualmente a Via Casilina, em Roma, próxima à igreja de Santi Marcellino e Pietro ad Duas Lauros. Seu nome faz referência a dois mártires cristãos, Marcelino e Pedro, que, de acordo com a tradição, foram enterrados ali, próxima ao corpo de São Tibúrcio. Em 2006, mais de mil esqueletos foram descobertos ali, empilhados uns sobre os outros e ainda vestidos nas togas com as quais foram enterrados.

## Galeria

Imagens
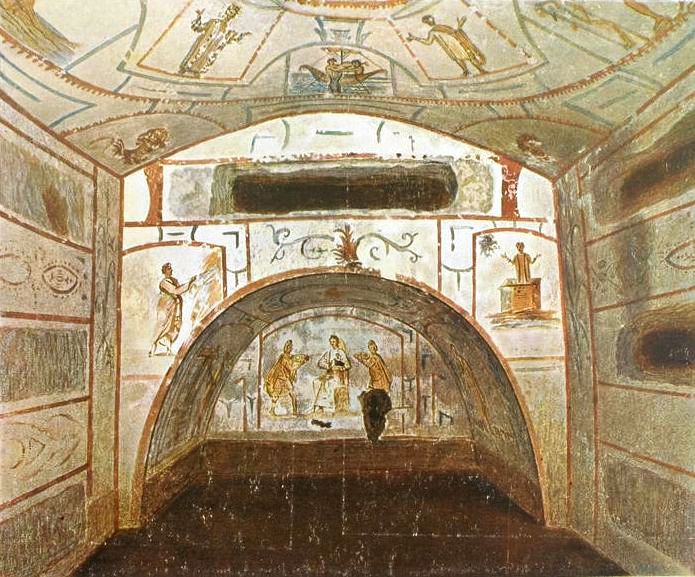
Catacumbas
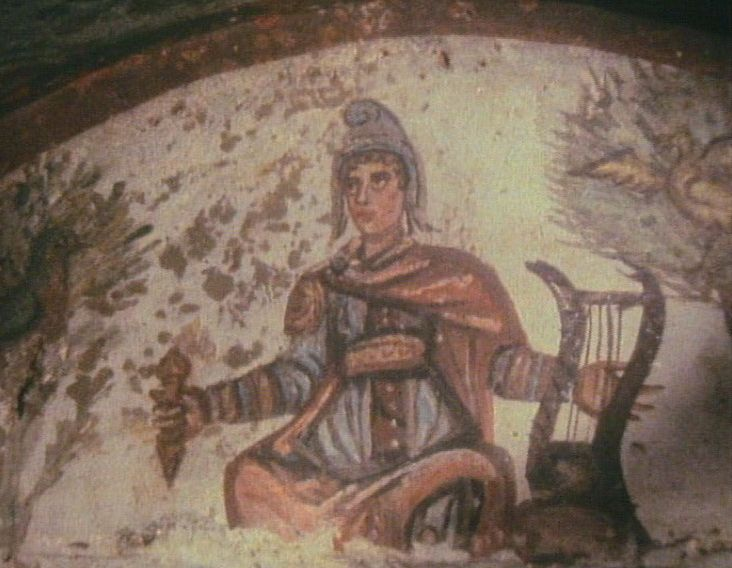
Cristo como Orfeu num mural.
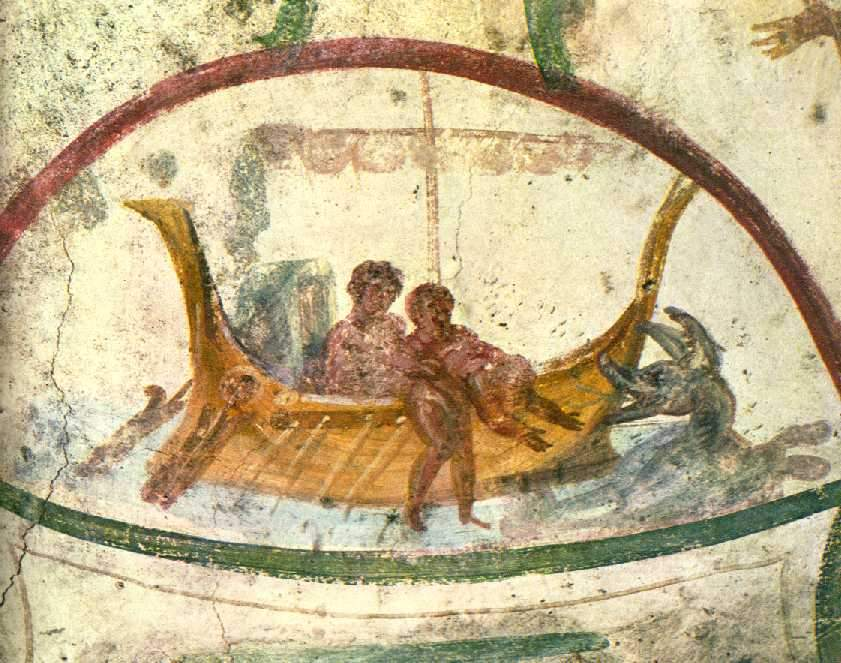
Profeta Jonas sendo atirado ao mar.
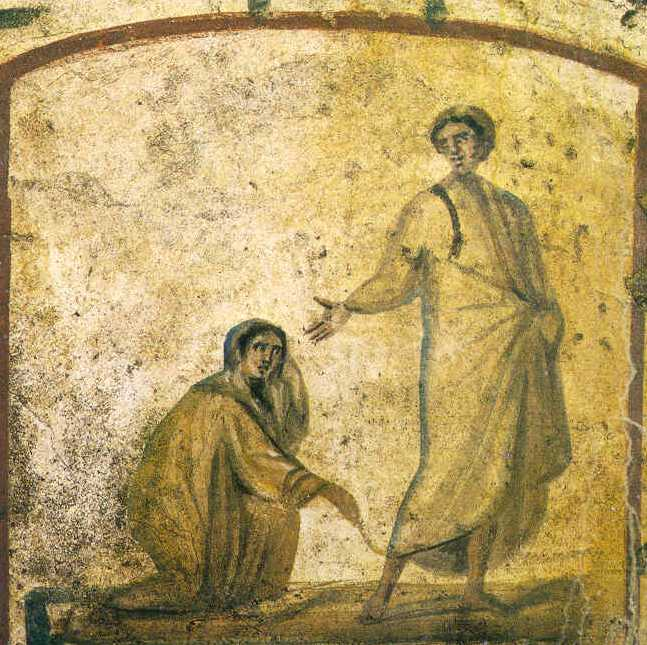
Jesus curando a mulher com sangramento.
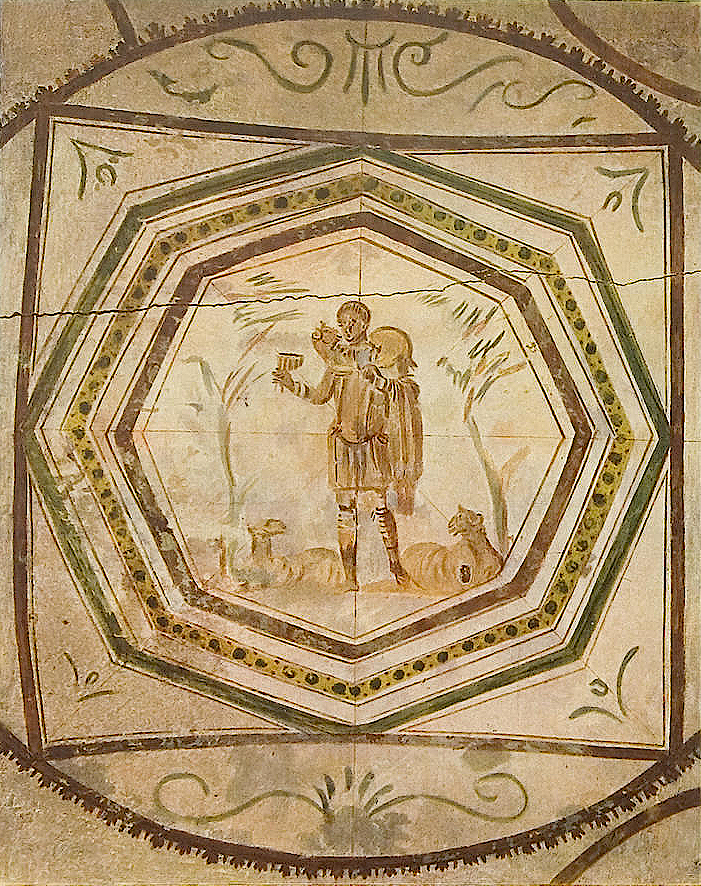
Cristo como o Bom Pastor
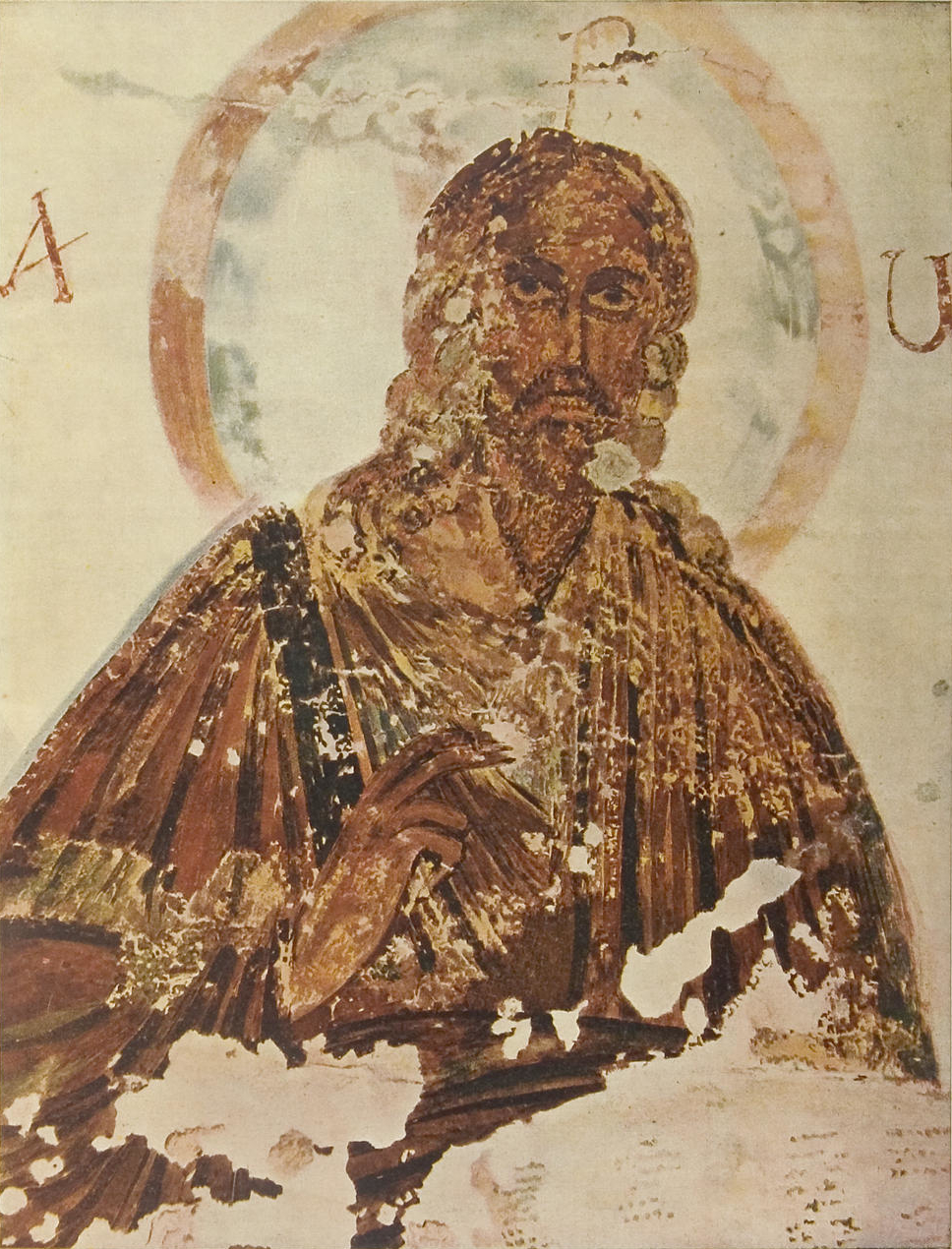
Cristo